# Festival Verano Naranja de Antofagasta
El Festival Verano Naranja de Antofagasta, fue un certamen musical organizado por la Ilustre Municipalidad de la ciudad de Antofagasta, durante el mes de febrero entre los años 2004 y 2008 y teniendo como locación el Estadio Regional de Antofagasta. Impulsado por el Alcalde de la ciudad durante el período, Daniel Adaro, el festival era de carácter gratuito, considerado uno de los eventos musicales que más gente han convocado en el país, reuniendo un promedio de 50 000 espectadores cada noche de realización. Se realizaba en conmemoración del aniversario de la ciudad (14 de febrero).
Este festival que se inicia en el verano del 2004 como Festival de la Minería, en el año 2005 pasa a denominarse Verano Naranja.
Muchos de los artistas que se presentaron en el Festival, unas semanas después formaban parte de la parrilla oficial del Festival de Viña del Mar. Entre los artistas nacionales más destacados que se presentaron, se encuentran Sol y Lluvia (2004, 2005, 2006), Inti Illimani, Los Jaivas, Álvaro Henríquez, Joe Vasconcellos, Congreso, Roberto Bravo, Los Bunkers (2007), Chancho en Piedra (2005, 2006, 2007), Stefan Kramer (2008) y Bombo Fica, entre otros. Los artistas internacionales que se hicieron presentes en alguna de las ediciones del festival fueron Yaco Monti (2006), Lucho Barrios (2005, 2006), Antonio Ríos (2005), Manolo Galván (2006), GIT (2006), José Luis Rodríguez (2006), Leo Dan (2007), Los Kjarkas (2007), Los Iracundos (2006), Pablo Abraira (2007), Los Enanitos Verdes (2008) y Los Nocheros (2008).
Tras la realización del último festival, y con la llegada de la, en ese entonces, nueva Alcaldesa, Marcela Hernando, comenzó a realizarse, a partir del año 2009, el Festival de Antofagasta en reemplazo de este, trasladando el lugar de realización al Sitio Cero del Puerto de Antofagasta, tras una extensa polémica durante los años de realización del evento por el uso y maltrato del césped del Estadio Regional de Antofagasta en la realización del Festival.

## Polémicas
El Festival no estuvo exento de polémicas, tanto por parte de los detractores del entonces Alcalde Daniel Adaro como por cierto sector de la población, principalmente por la gran cantidad de dinero invertido cada año, además del daño que se le provocaba al campo de juego del Estadio Regional de Antofagasta durante su realización.
El año 2008, el alcalde Adaro mandó a construir un escenario de hormigón armado al interior del Estadio, para futuros festivales, que además contaba con camarines y un salón, por un costo aproximado de 200 millones de pesos chilenos. Esto provocó un fuerte malestar, al restarle con esto el número de galerías al estadio, además de provocar el incumplimiento de estándares estipulados por la FIFA para la realización de partidos de fútbol internacionales al Estadio. Finalmente, una vez construido, el alcalde Adaro abandonó su cargo y la entonces alcaldesa entrante, Marcela Hernando, trasladó el Festival al Puerto de Antofagasta, dejando sin uso el escenario, el que fue recién utilizado el año 2013 en la reinauguración del Estadio tras su remodelación.
Además, los compositores argentinos Donald Mc Cluskey y Fernando Monsegur, autores del tema "Verano Naranja" (1970), le exigieron al entonces alcalde el pago por el uso de su canción como jingle oficial del Festival, además de la utilización del título, tras enterarse del gran éxito de éste, incluso amenazando con una querella en tribunales.

## Ediciones
La primera versión no fue televisada mientras que las versiones 2 y 3 fueron televisadas en vivo, las últimas dos versiones fueron televisadas en diferido con el fin para que asistiera más público al estadio a disfrutar del espectáculo.
| Edición | Año  | Animadores                                | Canal de TV                                                                  | Radioemisora              |
| ------- | ---- | ----------------------------------------- | ---------------------------------------------------------------------------- | ------------------------- |
| 1°      | 2004 | Conductores locales                       | Sin transmisión televisiva                                                   | Máxima FM                 |
| 2°      | 2005 | Conductores locales, José Alfredo Fuentes | VLP Televisión (Hoy Vive Chile Antofagasta)                                  | Actual FM (hoy FM Quiero) |
| 3°      | 2006 | José Alfredo Fuentes                      | VLP Televisión (Hoy Vive Chile Antofagasta)                                  | Canal 95                  |
| 4°      | 2007 | José Alfredo Fuentes y Dániza Segovia     | VLP Televisión (hoy Vive Chile Antofagasta), Digital Channel, Antofagasta TV | Canal 95                  |
| 5°      | 2008 | José Alfredo Fuentes                      | VLP Televisión (hoy Vive Chile Antofagasta), Digital Channel, Antofagasta TV | Actual FM (hoy FM Quiero) |